# Bergheim (Markdorf)
Bergheim ist ein Stadtteil von Markdorf im baden-württembergischen Bodenseekreis in Deutschland.

## Geographische Lage
Bergheim liegt auf der Gemarkung der Stadt Markdorf, südöstlich von dieser.

## Geschichte
Auf Bergheimer Gemarkung verzeichnete Karl Eduard Paulus eine Römerstraße, die von Meersburg her kommend über Ittendorf und Stadel weiter über Bavendorf nach Ravensburg führte. Bergheim indes ist wohl erst eine Gründung des Siedlungsausbaus um 1000.
Urkundlich tritt der Ort erstmals 1333 als Berchein und 1353 als Berghain in Erscheinung. Am 10. April 1357 bekannte Ritter Konrad von Homberg, dass er die Vogtei über den Hof zu Bergheim des Klosters Pfäfers mit dem Recht zu Lehen empfangen hat, wie sie die Gebrüder Georg und Konrad von Markdorf innegehabt hätten. Vor 1483 Bergheim war beim Vogteiamt Markdorf. 1577 wurden die Bewohner von Markdorf, Möggenweiler und Bergheim durch den Bischof von Konstanz vertraglich verpflichtet, die Straße Markdorf–Ravensburg „bis über das Zollhaus hinaus bis zur Abzweigung nach Teuringen und Hepbach zu unterhalten“. Als Ausgleich für die Wegebaulast wurden sie vom Straßenzoll befreit.
Die Vogtei Markdorf des Hochstifts Konstanz wurde im 18. Jahrhundert mit dem alten Konstanzer Besitz der Herrschaft Raderach zur Obervogtei Markdorf zusammengefasst.
Später wurde Bergheim aus der hohen und niederen Gerichtsbarkeit der Grafen von Heiligenberg herausgelöst und vollständig der bischöflichen und städtischen Gerichtsbarkeit von Markdorf unterstellt.
Im Zuge der Mediatisierung wurde der Weiler Bergheim nach Markdorf eingemeindet und durch das badische Obervogteiamt Markdorf (1803 aus den Ämtern Meersburg und Ittendorf entstanden) verwaltet. Es gab einen hochstiftischen Obmann, der die Amtsbezeichnung Ammann führte.
Im Zweiten Weltkrieg wurden zwischen 1942 und 1943 drei polnische Zwangsarbeiter auf dem Friedhof von Bergheim beerdigt.

### Religion
Die Ortsgeschichte ist eng mit der des Klosters Bergheim verbunden. Urkundlich wurde 1353 die Kirche Sankt Jodokus als Filial von Oberteuringen genannt. Seit 1456 (nach anderer Angabe 1406) war neben der Kirche eine Schwesternsammlung. Sie unterzogen sich 1486 der Franziskanerinnenregel. Während des Dreißigjährigen Kriegs (1618 bis 1648) wurde das Kloster und die Pfarrkirche 1634 von Schwedischen Soldaten abgebrannt. Die Schwestern waren in dieser Zeit mehrfach zur Flucht gezwungen. Zwischen 1653 und 1655 ließen die Bergheimer Schwestern ihr Kloster wieder aufbauen. Im Jahr 1660 wurde eine eigene Pfarrei errichtet. Nachdem 1655 Kapuziner nach Markdorf berufen worden waren, schlossen sich die Frauen 1687 der Reform der Kapuziner an, wohl auch wegen der besseren geistlichen Betreuung. 1689 wurde der Grundstein für einen Klosterneubau auf einer kleinen Anhöhe in der Nähe der Stadt Markdorf gelegt, wohin die nunmehrigen Kapuzinerinnen-Terziarinnen 1692 endgültig übersiedelten. Die letzten Reste des Klosterbaus in Bergheim brannten 1928 ab. Heute gehört die römisch-katholische Pfarrgemeinde St. Jodokus Bergheim zur Seelsorgeeinheit Markdorf.

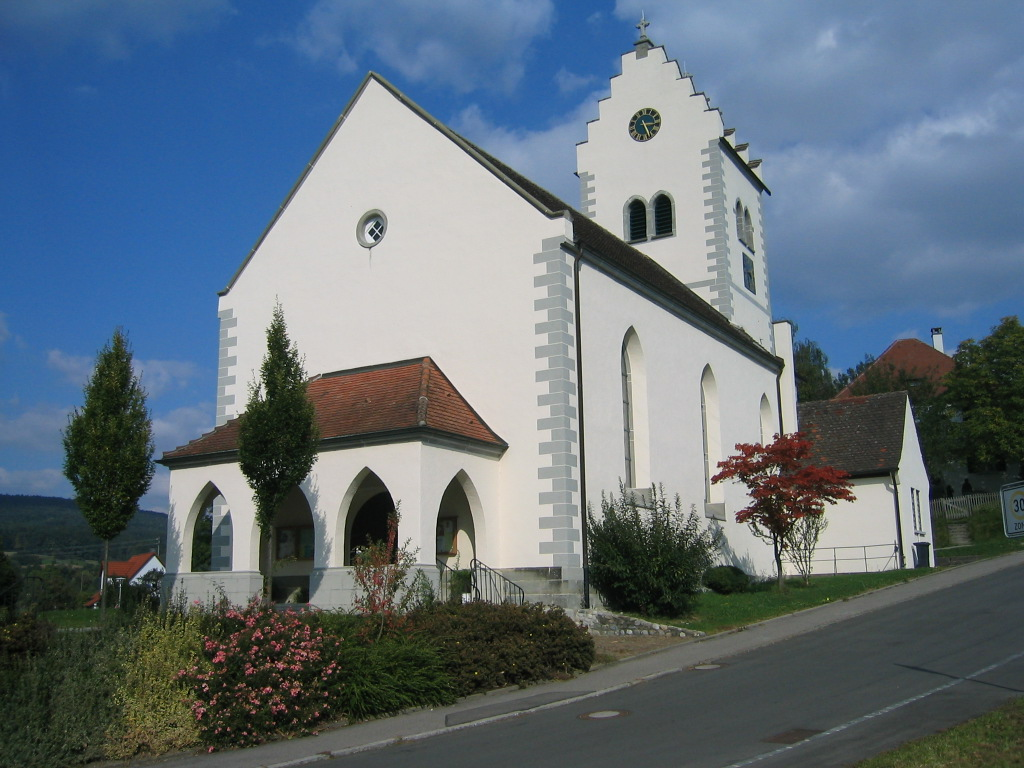
Kath. Pfarrkirche St. Jodokus

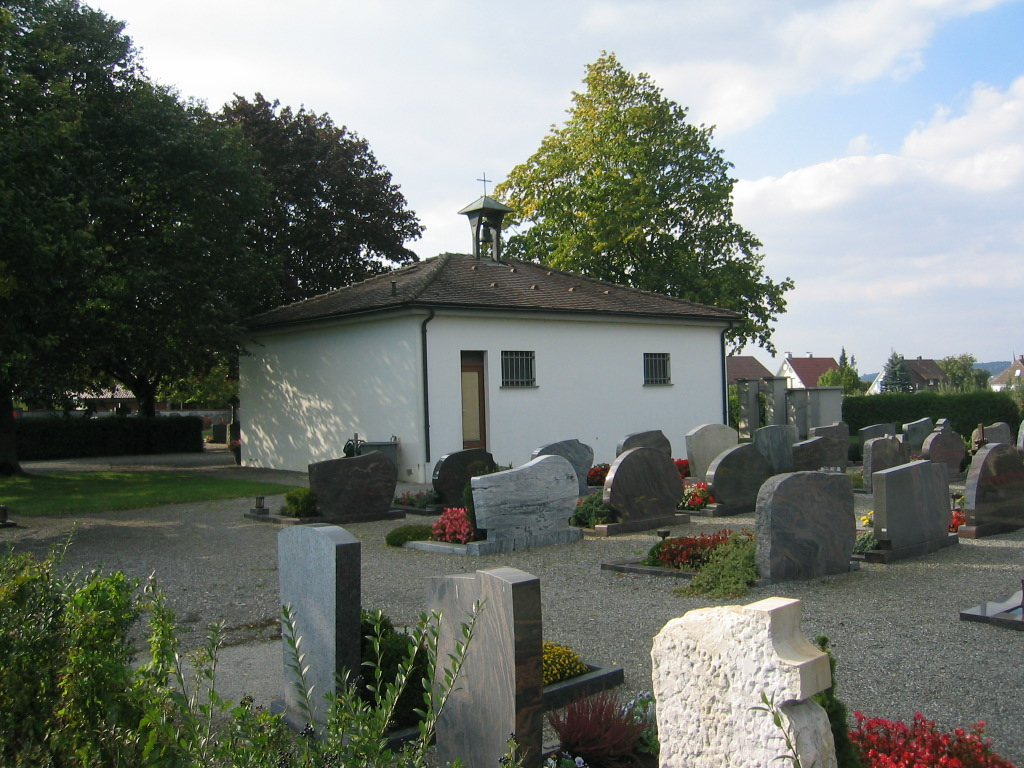
Friedhofskapelle

## Bauwerke
- Die katholische Pfarrkirche St. Jodokus ist eine große Chorturmkirche mit in Fragmenten erhaltenen spätgotischen Wandgemälde. An den gotischen Chorturm aus dem 13./14. Jahrhundert wurde 1876 ein neugotisches Langhaus angebaut.[5][1]
- Friedhofskapelle